# !T.O.O.H.!
!T.O.O.H.! (акронім від англ. The Obliteration Of Humanity — «Забуття людяності») — чеський музичний колектив, сформований в 1990 році. Їхня лірика спочатку фокусувалася на насильстві й крові, а пізніше — навколо політики й політичних питань.
Група спочатку мала ім'я Devastator (англ. «спустошувач»), яке було змінено в 1993 році. Група розпалася незабаром після закінчення запису альбому «Řád a Trest» через фінансові проблеми, викликані розривом контракту з Earache Records, яка відкликала альбом із продажу через два місяці після випуску.

## Склад
- Ян Весели («Schizoid») — вокал, ударні
- Йожеф Весели («Humanoid») — вокал, електрогітара
- Wokis — електрогітара (також в Duobetic Homunkulus)[1]
- Петр Свобода («Freedom») — бас-гітара

## Дискографія
- Vy kusy mrdacího masa демо (1995)
- Sen To Není, Nesmí демо (1997)
- Live in Prosek демо (1998)
- Z Vyšší Vůle («From Higher Will») (2000)
- Pod Vládou Bice («Under the Reign of the Whip») (2002)
- Řád a Trest («Order and Punishment») (2005)